# Billecart-Salmon

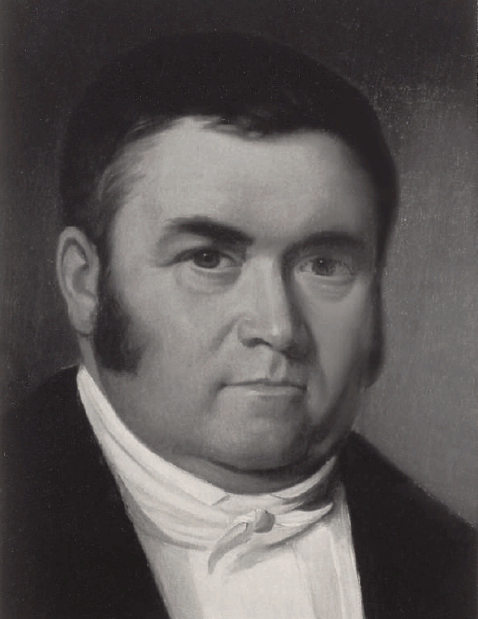
Nicolas François Billecart

Billecart-Salmon is een zelfstandig champagnehuis in Mareuil-sur-Ay. Het huis is in 1818 opgericht door Nicolas François Billecart en het produceert behalve de "gewone" Champagne Billecart-Salmon ook twee cuvées de prestige, de beste champagnes van het huis; de Billecart-Salmon Cuvee Nicolas Francois Billecart Millesime en de Billecart-Salmon Le Clos Saint Hilaire Blanc de Noirs Brut.

## Activiteiten
Het bedrijf is als een van de weinige champagnehuizen familiebezit gebleven. Het wordt nu door de zevende generatie van de familie Roland-Billecart geleid, met name door Nicolas en Elisabeth.
Het huis Billecart-Salmon bezit 100 hectare wijngaarden. Om voldoende keus te hebben bij de assemblage wordt wijn van 220 hectare in 40 crus van de Champagne bij contractboeren ingekocht.
Het huis verkoopt ieder jaar 600 000 flessen.
De meeste druiven groeien op minder dan 20 kilometer afstand van de kelders in Épernay. Het huis beschikt over wijgaarden met pinot noir en chardonnay in grand cru-gemeenten. De pinot meunier wordt op de Montagne de Reims en in de vallei van de Marne of in de Côte des Blancs verbouwd. Vijf procent van de most wordt op eiken vaten gelagerd om meer complexe wijnen te produceren. 
In de kelders is Billecart-Salmon sinds het einde van de jaren 1950 de pionier van de koeling. De wijnen worden met water dat langs de metalen vaten loopt of koude lucht gekoeld tot acht graden Celsius, een techniek die van de bierbrouwers werd afgekeken. Door de koeling wordt het gistingsproces vertraagd. De wijn is daarna beter bestand tegen oxidatie en dit vertraagt het gistingsproces waardoor de alle delicate aroma’s de kans krijgen zich helemaal te ontwikkelen. De lange rijping op de lie (het bezinksel) die daarop volgt, krijgt de wijn een unieke helderheid en zuiverheid. Het resultaat zijn frisse champagnes, met veel finesse en fijne bubbel. 
In 2017 werd Billecart-Salmon onderscheiden met het certificaat Viticulture Durable Champagne voor de duurzame manier waarop het huis zijn wijngaarden beheert.

## Champagnes
Het huis Billecart-Salmon produceert, afhankelijk van het jaar soms wel 11 of 12 verschillende champagnes. 
- De Brut sous Bois is gevinifieerd op hout en samengesteld uit de drie druivensoorten.
- De Brut Réserve: Harmonie en zuiverheid komen samen in een subtiele en luchtige wijn. Deze vintage is samengesteld uit de drie druivensoorten.
- De Brut Nature eveneens samengesteld uit de drie druivensoorten, maar zonder enige dosage.
- De Démi Sec behoudt, zelfs met een hogere dosage, alle finesse en elegantie van de blend van de Brut Réserve cuvée.
- De Brut Rosé is uit de drie wijnen van de champagne geassembleerd. Deze populaire roséchampagne maakt 15% van de omzet van het huis uit.
- De Extra Brut Vintage van pinot noir en chardonnay van één enkele jaargang.
- De Blanc de Blancs Grand Cru van chardonnays van twee oogsten uit de grand cru-gemeenten Avize, Chouilly, Cramant, Le Mesnil-sur-Oger en Oger.
- De Blanc de Blancs Grand Cru Millésime van chardonnays van een enkele oogst uit de grand cru-gemeenten Le Mesnil-sur-Oger (50%) Avize (30%) en Cramant (20%).
- De Grande Cuvée Rosé Elisabeth Salmon, een rosé, genoemd naar de echtgenote van de stichter.
- De cuvée de prestige van dit huis is de Billecart-Salmon Cuvee Nicolas Francois Billecart Millésime. Een champagne die uit gelijke delen pinot noir uit de Montagne de Reims en chardonnay uit de Côte des Blancs, maar uitsluitend van druiven uit de grand cru-gemeenten, is geassembleerd.

- De Clos Saint-Hilaire produceert een wijn, de Billecart-Salmon Le Clos Saint Hilaire Blanc de Noirs Brut van de gelijknamige wijngaard in Mareuil-sur-Ay die in 1964 met wijnstokken van pinot noir werd beplant. Sinds 1995 levert de wijngaard van 94 are ieder jaar 3500 tot 7000 flessen van deze blanc de noirs op.

Na zeer goede wijnjaren produceert Billecart-Salmon de non-vintage Cuvée Columbus.